# Автомагістраль G25 Чанчунь–Шеньчжень
Автомагістраль Чанчунь–Шеньчжень (кит.: 长春—深圳高速公路), позначається як G25 і зазвичай називається швидкісною магістраллю Чаншен (кит.: 长深高速公路) — швидкісна дорога, що з’єднує міста Чанчунь, Цзілінь, Китай, і Шеньчжень, Гуандун. Після завершення протяжність буде 3,585 км у довжину.
Ділянка від Цзяньде, Чжецзян до Цзіньхуа ще не побудована.

## Автомагістраль Танджін
Автомагістраль Танджін (唐津) — швидкісна дорога та допоміжний маршрут G25 у Китаї, яка з'єднує Таншань у провінції Хебей з Тяньцзінем.
Швидкісна автомагістраль Танджін отримала свою назву завдяки поєднанню двох однолітерних китайських абревіатур Таншань і Тяньцзінь (Таншань — Тан, Тяньцзінь — Цзінь).

## Обмеження швидкості
Максимальна швидкість 110 км/год.

## Плата за проїзд
Приблизно 0,4 юаня за кілометр.